# محل گچ گنبد
محل گچ گنبد مربوط به دوره ساسانیان است و در شهرستان دالاهو، دهستان بانزرده، منطقه بابا یادگار واقع شده و این اثر در تاریخ ۲۸ دی ۱۳۴۶ با شمارهٔ ثبت ۵۶۳ به‌عنوان یکی از آثار ملی ایران به ثبت رسیده است.